# Diploglossus montisserrati
Diploglossus montisserrati — вид веретільницеподібних ящірок родини Diploglossidae. Ендемік Монтсеррату.

## Опис
Diploglossus montisserrati — ящірка довжиною 180 мм з добре розвинутими кінцівками. Забарвлення коричневе, боки і лапи поцятковані білими плямками, навколо шиї тонкі темні смуги, над ротом білі луски з коричневими плямками.

## Поширення і екологія
Diploglossus montisserrati раніше широко зустрічалися на острові Монтсеррат в групі Малих Антильських островів на Карибах, однак наразі вони відомі лище з типової місцевості Вудланд-Спрінгс, розташованої на північному заході острова. Вони живуть у вологих вічнозелених тропічних лісах, на берегах струмків.

## Збереження
МСОП класифікує цей вид як такий, що перебуває на межі зникнення. Diploglossus montisserrati загрожує знищення природного середовища та хищацтво з боку інтродукованих видів.